# Гиерон II
Гиерон II (др.-греч. Ἱέρων Β΄; около 306—215 годов до н. э.) — военачальник и политический деятель Сиракуз, тиран с 275/274, царь с 270/269 года до н. э. (с 240 года до н. э. правил совместно с сыном, Гелоном II).
В молодости Гиерон сделал военную карьеру, отличился под началом Пирра, воюя с Карфагеном. Опираясь на армию, он захватил власть в родном городе и создал державу, включавшую существенную часть восточной Сицилии. С переменным успехом воевал с мамертинцами, захватившими Мессану. В начале Первой Пунической войны поддержал Карфаген (264 год до н. э.), но после поражения от римских войск подписал союзный договор с Римом, который соблюдал до самой смерти. Проявил себя как дальновидный политик, поддерживал дружеские и взаимовыгодные для Сиракуз отношения как с Римом, так и с Карфагеном, Египтом и другими государствами Средиземноморья. Благодаря длительному миру и реформе налоговой системы смог реализовать многие строительные проекты — в частности, создал самые большие в античности алтарь и корабль «Сиракузия».
Гиерон II известен в том числе своим покровительством Архимеду. Согласно легенде, именно он поручил учёному определить, сделана ли его корона из чистого золота или ювелир подмешал туда значительное количество серебра; выясняя это, Архимед открыл основополагающие основы гидростатики.

## Биография

### Происхождение

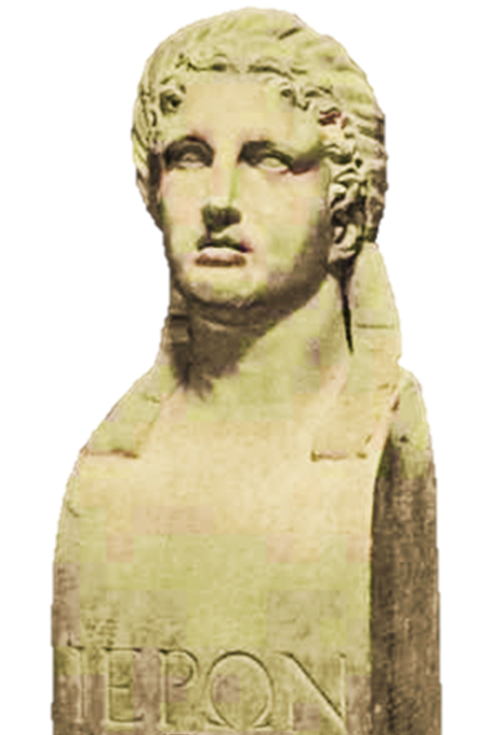
Бюст Гиерона II. Капитолийские музеи, Рим

Сведения о происхождении Гиерона содержатся у Марка Юниана Юстина в «Эпитоме сочинения Помпея Трога „История Филиппа“» и во «Всеобщей истории» Полибия. Согласно Юстину, Гиерон был сыном некоего Гиероклита (или Гиерокла) и потомком знаменитого тирана Сиракуз Гелона, победившего войско карфагенян при Гимере в 480 году до н. э. Мать Гиерона, по данным того же автора, была служанкой-рабыней. Юстин приводит несколько легенд о молодых годах будущего тирана Сиракуз (предположительно это пересказ «Истории» Тимея из Тавромения). Отец отказался от ребёнка, выброшенного младенца много дней кормили мёдом пчёлы, но потом Гиероклит узнал, что ребёнку предсказана царская власть, взял его обратно в дом и признал своим сыном. Во время обучения в школе волк выкрал у мальчика табличку для писания; когда Гиерон в первый раз отправился на войну, на его щит сел орёл, а на копьё — сова, и окружающие сочли это добрым знаком.
Полибий ничего не говорит о знатности Гиерона и подчёркивает, что тот добился всего сам, «не имея опоры ни в богатстве, ни в славе, ни в каких-либо иных дарах судьбы». В связи с этим антиковед Томас Леншау предположил, что Гиерон мог быть совсем незнатным человеком, а родословная, восходящая к тиранам V века до н. э., могла быть выдумана как дополнительное обоснование его власти. Исследователь Гельмут Берве в связи с этой проблемой ограничивается сообщением, что Гиерон принадлежал к «уважаемой семье».

### Ранние годы и возвышение

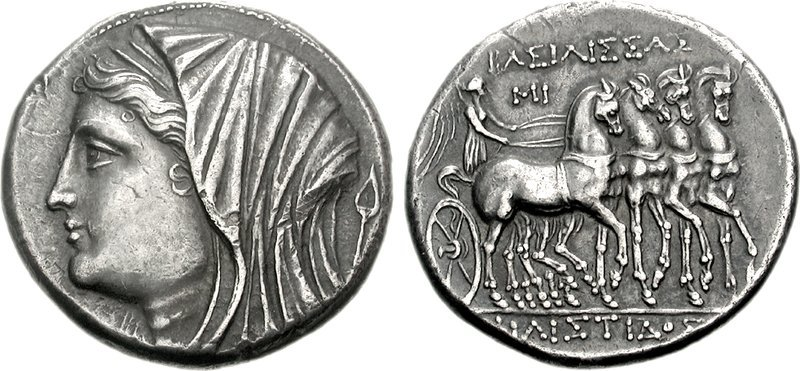
Тетрадрахма с изображением жены Гиерона Филистиды

Рождение Гиерона учёные датируют предположительно 306 годом до н. э. С юных лет, согласно Юстину, Гиерон отличался храбростью, силой, умом и красотой; Полибий отмечает, что Гиерон был «от природы богато одарен для царской власти и управления делами». В 278 году до н. э., когда на Сицилии по приглашению местных греческих общин появился царь Эпира Пирр, Гиерон присоединился к нему и принял участие в войне с Карфагеном. Он зарекомендовал себя с лучшей стороны и получил от царя множество наград.
В 276 году до н. э. Пирр, рассорившийся с сицилийскими греками, покинул остров. После этого эллинской коалиции во главе с Сиракузами пришлось самостоятельно отражать натиск карфагенян. В сохранившихся источниках нет информации о ходе этой войны; предположительно Гиерон в ней участвовал в качестве офицера, и шла она не слишком удачно. Между сиракузской общиной и армией, состоявшей из наёмников, начались, по словам Полибия, «раздоры». В 275 или 274 году до н. э. войско, стоявшее у города Мергана, сместило своих командиров, а на их место выбрало некоего Артемидора (больше этот человек нигде не упоминается) и Гиерона, которые двинули солдат на родной город. Благодаря помощи «нескольких друзей» Гиерон занял Сиракузы и нейтрализовал враждебную ему политическую группировку, причём сделал это без казней и расправ. Городские власти подтвердили его статус командующего армией. Гиерон, однако, явным образом претендовал на единоличную власть и подкрепил свои претензии женитьбой на Филистиде — дочери аристократа Лептина, который был потомком одноимённого брата тирана Дионисия Старшего. Этот брак обеспечил Гиерону союз с сиракузской олигархией.
На этом историческом этапе Сиракузам была нужна твёрдая власть для того, чтобы остановить натиск карфагенян. По этой причине, а также из-за прямого давления сиракузяне избрали Гиерона стратегом-автократором, то есть единоличным командиром армии с чрезвычайными полномочиями. Фактически это был статус тирана; при этом он мог быть предоставлен не бессрочно, как прежде Агафоклу, а только на время войны с Карфагеном.
Один из героев комедии Плавта «Два Менехма», написанной ещё при жизни Гиерона, говорит, что этому тирану «отдал перед смертью власть» некто Липарон, который в свою очередь наследовал Финтии и Агафоклу. Исследователи сходятся во мнении, что это сообщение не связано с реальностью: драматург просто выдумал два имени для римских зрителей, незнакомых с историей Сиракуз.

### От тирании к царской власти

Карта Сицилии. Владения Гиерона отмечены зелёным цветом

Вместе с властью над родным городом Гиерон получил командование над войсками ряда соседних общин, заключивших с Сиракузами военный союз. Это были Леонтины, Гибла, Мегара, Гелор, Неетон, Акрей. Однако новый тиран не стал использовать своё положение для активизации боевых действий против Карфагена, которой от него ждали: он заключил с карфагенянами мир и сосредоточился на борьбе с мамертинцами («людьми Марса»). Последние представляли собой отряд наёмников (главным образом из Кампании), служивший когда-то Агафоклу, а после его смерти захвативший Мессану. Мамертинцы установили контроль над всем северо-востоком Сицилии и стали серьёзной угрозой для Сиракуз.
В 271 году до н. э. Гиерон двинул на Мессану армию, включавшую и наёмников, и ополчение. В битве на реке Киамосор он был разбит, однако даже из этого разгрома смог извлечь пользу. К тому моменту наёмники стали серьёзной проблемой для тирана и дестабилизирующим фактором для всего сиракузского полиса: они разочаровались в Гиероне из-за его отказа от репрессий и конфискаций и были готовы поддержать другого претендента на власть. Поэтому Гиерон поставил наёмников перед битвой на самом опасном направлении, то есть сознательно обрёк их на уничтожение; ополчение же он смог вывести из боя, благодаря чему разгром не имел плохих последствий для его власти. Тиран набрал новых наёмников и возобновил войну. В 270 году до н. э. Гиерон взял города Милы, Тиндариду и Тавромений на северном побережье Сицилии, а в 269 году разгромил мамертинцев в сражении у реки Лонгано и осадил Мессану. Взять город не удалось из-за вмешательства карфагенского военачальника Ганнибала Гискона, который в последний момент ввёл туда свой отряд. Делая хорошую мину при плохой игре, Гиерон согласился заключить мир с мамертинцами при посредничестве Карфагена. В благодарность за победную военную кампанию он был избран в Сиракузах царём.
Теперь Гиерон оказался правителем обширной по сицилийским масштабам державы: он контролировал всю восточную часть острова кроме Мессаны. С этого момента его власть была связана не только с родным городом, но и с другими греческими общинами, которые прежде были только союзниками Сиракуз.

### Между Карфагеном и Римом
Через несколько лет Гиерон вновь начал войну против мамертинцев. Те обратились за помощью к Римской республике, контролировавшей к тому моменту всю Италию. Небольшой римский отряд вошёл в Мессану, и вскоре после этого Гиерон осадил город, объединившись на этот раз с карфагенянами. Тогда на Сицилии высадился римский консул Аппий Клавдий Кавдекс с двумя легионами (264 год до н. э.). В сражении сиракузяне были разбиты, так что Гиерон, по словам Полибия, «в страхе за самую власть» бежал в свой город. Согласно Флору, царь «сам утверждал, будто увидел себя побежденным раньше, чем заметил врага». Разбив и карфагенян, римляне вторглись в гиероново царство и осадили его столицу. Орозий утверждает, что Гиерон выпросил у Кавдекса мир на условиях выплаты контрибуции, но по данным Полибия мир был заключён уже с консулами следующего года — Манием Валерием Максимом Корвином и Манием Отацилием Крассом. Царь должен был выплатить, согласно различным источникам, 25, 100 или 200 талантов серебра, либо двести талантов впоследствии уменьшили до ста взамен на обязательство снабжать Рим зерном. Сиракузы становились союзником Рима, а территория царства сузилась до юго-востока Сицилии.
Следующие 20 лет на территории острова шла война между Римом и Карфагеном, получившая позже название Первой Пунической. Гиерон оставался на стороне Рима, что имело большое влияние на исход конфликта: без союза с Сиракузами римлянам, не имевшим флота, было бы намного сложнее снабжать свою армию, а Карфаген, потеряв Гиерона, оказался во внешнеполитической изоляции. К тому же сиракузские войска помогли римлянам взять Акрагант и Лилибей, занять Липарские острова. Рим победил, и в результате вся Сицилия за пределами гиеронова царства оказалась римской провинцией. Одним из условий мирного договора, завершившего войну в 241 году до н. э., было требование к карфагенянам «не воевать с Гиероном, не ходить войною ни на сиракузян, ни на союзников их». Царь оставался верным Риму до самой смерти. Даже во время Второй Пунической войны, после тяжёлого поражения римлян от Ганнибала при Тразименском озере (217 год до н. э.), он отправил в Рим тридцать тысяч модиев (~262,5 тысячи литров) пшеницы и двести тысяч модиев (~1750 тысяч литров) ячменя, чтобы в городе не начались нужда и голод, а также прислал золото и отряд солдат — тысячу лучников и пращников.
Прочность союза царя с Римом исследователи связывают с теми симпатиями, которые питали по отношению к Риму сиракузские олигархи. Именно на этот слой общества опирался Гиерон в течение всего своего долгого правления, а демос, как показали события Второй Пунической войны, ориентировался на Карфаген. Однако царь понимал, что чрезмерное усиление Рима для него опасно. Поэтому во время восстания наёмников в Ливии в конце 230-х годов до н. э. он поддержал Карфаген, оказавшийся в критической ситуации; Гиерону хватило дипломатических умений, чтобы избежать кризиса в отношениях с Римом.

### Внутренняя политика
Царская власть Гиерона II была абсолютной. В том, что касалось полномочий монарха, его титулатуры, династического характера власти, организации жизни царского двора, Сиракузская держава была очень похожа на эллинистические державы Востока. Гиерон имел право возглавлять ополчение подвластных ему городов (впрочем, после 263/262 годов до н. э. горожан, по-видимому, не отмобилизовывали ни разу), он на свои деньги формировал и содержал наёмные отряды и военный флот, строил укрепления. Союз городов подконтрольной царю области, именовавший себя «сикелиотами», не имел политических полномочий: он мог только пытаться смягчить налоговое бремя для конкретных общин и демонстрировать лояльность по отношению к монарху. Главными отличиями Сиракузского царства от держав Селевкидов и Птолемеев были небольшие размеры территории и подчинённое положение по отношению к Риму. Гиерон не нуждался в сильной армии, но ему требовались огромные средства на демонстрацию лояльности по отношению к соседу и обустройство столицы. Поэтому царь проводил жёсткую налоговую политику: согласно так называемому «Закону Гиерона», с урожая мелких землевладельцев и арендаторов взималась десятина в пользу царской казны. Её сбором занимались не власти общин, а откупщики.

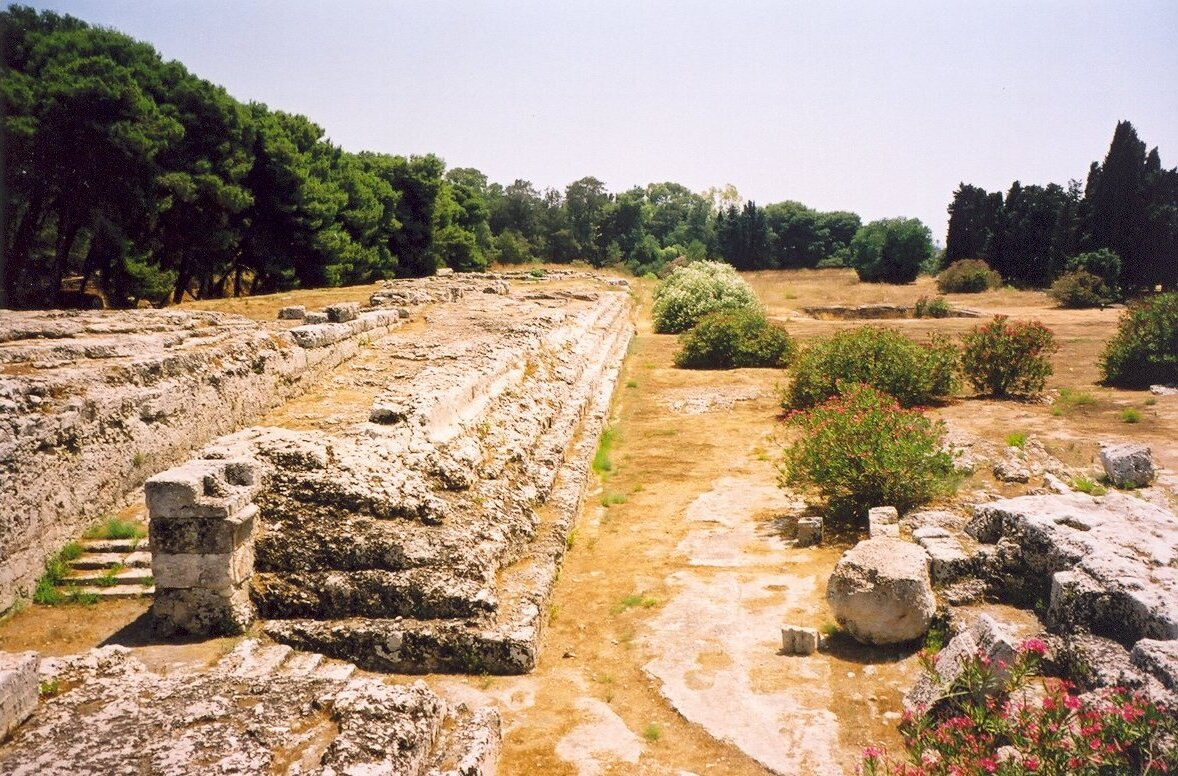
Руины алтаря Гиерона

На небольшом острове Ортигия рядом с Сиракузами была построена крепость, которая стала резиденцией Гиерона. Сиракузский царь опирался преимущественно на аристократию и крупных землевладельцев, на которых не распространялся «Гиеронов закон». Пользуясь льготами экономического характера, а также политическим покровительством, они поддерживали Гиерона. Городской демос, крестьяне и арендаторы должны были чувствовать недовольство таким положением вещей. Хотя античные источники и не содержат сведений о сильной оппозиции среди бедных слоёв населения, косвенные данные свидетельствуют о её наличии: Гиерон не раз заявлял, что хочет отречься от власти, его собственный сын под конец жизни оказался в оппозиции, а всего через два года после смерти Гиерона народ был готов уничтожить всю семью и потомков правившего ими полвека царя. Демонстрации преданности, которые царь получал после своих заявлений об уходе на покой, по мнению Гельмута Берве, проходили под нажимом царской военной администрации.
Жёсткая налоговая политика на небольшой, но плодородной территории обеспечила Гиерона огромными средствами. Царь тратил эти деньги в том числе на обустройство Сиракуз. Кроме дворца-крепости на Ортигии, при нём построили храм Зевса Олимпийского на площади Сиракуз, грандиозный алтарь длиной в 200 метров (самый большой алтарь в античном мире), перестроили театр. Наиболее практически значимой из царских построек оказалась оборонительная система, которая позволила Сиракузам выдержать двухлетнюю осаду и штурмы римской армии в 214—212 годах до н. э.. Желание Гиерона продемонстрировать своё богатство наглядно показывает история с судном «Сиракузия», детальное описание которого сохранилось у Афинея. Для строительства «Сиракузии» было собрано столько материалов, что хватило бы на постройку 60 четырёхрядных кораблей; на нём, среди прочего, располагались гимнасий и места для прогулок с беседками, катапульты и другие защитные орудия, конюшни и баня. Когда корабль был готов, выяснилось, что ни один из портов, кроме Сиракуз и Александрии, не в состоянии его принять. Этот неустранимый недостаток Гиерон смог обратить в свою пользу, подарив судно Птолемею III Эвергету. .
Царь совершал красивые дорогостоящие жесты и в отношении других государств и общин Средиземноморья. Так, он помог Родосу после разрушительного землетрясения 227 года до н. э., прислав деньги для восстановления и катапульты для защиты, а также предоставив ряд льгот родосским купцам. В панэллинском центре Олимпии установили по меньшей мере шесть его статуй.

### Семья и проблема престолонаследия
Гиерон был женат на Филистиде — дочери Лептина, предок которого, носивший то же имя, был братом Дионисия Старшего. По одной версии, Филистида была потомком дочери Лептина Старшего, ставшей женой Филиста; по другой, она происходила от Лептина по прямой мужской линии (предположительно в третьем поколении). Царица родила трёх детей: Демарату, жену Адранодора (архонта Сиракуз в 214 году до н. э.), Гераклею, жену Зоиппа, и Гелона. Сына Гиерон сделал своим наследником и соправителем (с 240 года до н. э.) и женил на молосской принцессе Нереиде — дочери или внучке царя Пирра.
В конце жизни над выстроенной Гиероном системой престолонаследия нависла угроза. Гелон после того, как Ганнибал разгромил римлян при Каннах (216 год до н. э.), встал на сторону карфагенян, в то время как его отец сохранил верность Риму. Опираясь на демос, Гелон поднял восстание, но вскоре умер, причём об обстоятельствах его смерти античные источники умалчивают. 90-летний царь пережил сына всего на несколько месяцев. Лёжа на смертном одре, согласно Титу Ливию, Гиерон собирался передать власть народу, заменив монархическое правление демократией, но дочери уговорили его оставить власть пятнадцатилетнему сыну Гелона Гиерониму. Царевны надеялись, что мальчик будет правителем только формально, а реальная власть достанется им. В своём завещании Гиерон передал власть на время несовершеннолетия внука опекунскому совету и повелел сиракузянам придерживаться союза с Римом.

### Гиерон II и Архимед

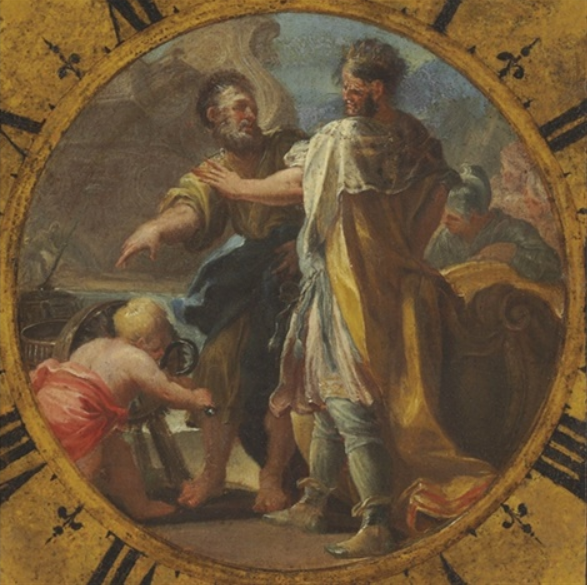
«Архимед демонстрирует своё открытие царю Гиерону Сиракузскому». Доменико Антонио Ваккаро (1678—1745)

Гиерон II известен не только своими заслугами как государственного деятеля и политика, но и покровительством гениальному сиракузскому учёному Архимеду. Истории о взаимоотношениях царя и учёного носят характер легенд и приведены в источниках, написанных через несколько столетий после описываемых событий; проверить их достоверность не представляется возможным. Плутарх называет Архимеда родственником Гиерона. Когда Архимед, закончив обучение в Александрии, вернулся на Сицилию, ему (как царскому родственнику) обеспечили соответствующие условия жизни. Гиерон II, в отличие от других монархов, не приветствовал лесть. Он лояльно относился к «чудачествам» своего родственника. В отличие от Архимеда, которого интересовала наука как таковая, царь Сиракуз искал возможности её практического применения. Именно он, возможно, играя на честолюбии Архимеда, убедил того создать механизмы и машины, работа которых завораживала современников и во многом принесла всемирную славу своему создателю.
Широкую известность получил рассказ, описанный у Витрувия (80—15 годы до н. э.), о том, как Архимед сумел определить, из какого металла изготовлена корона Гиерона. По весу корона соответствовала количеству отпущенного на её изготовление золота. Получив донос о том, что часть этого материала заменили серебром, царь приказал Архимеду определить истину. Учёный как-то случайно пришёл в баню, опустился в ванну и увидел, как из неё вытекает вода. Согласно легенде, в этот момент его осенила идея, лёгшая в основу гидростатики. С криком «Эврика!» Архимед выскочил из ванны и голым побежал к царю. Он попросил сделать два слитка из серебра и золота, равных по весу короне, а затем наполнил водой до краёв некую ёмкость, в которую последовательно погружал слитки и корону. Вынимая предмет из воды, он доливал в ёмкость определённое количество жидкости из мерного сосуда. Корона вытеснила больший объём воды, чем равный ей по весу золотой слиток. Таким образом Архимед доказал обман ювелира. Автор легенды не учёл, что Гиерон жил в укреплённой резиденции-дворце на острове Ортигия вне Сиракуз, и потому Архимед физически не мог прибежать к нему из городской бани.
Согласно другой легенде, приведённой у Плутарха, Архимед написал Гиерону, что сможет сдвинуть любой груз. Также он добавил, что будь в его распоряжении другая земля, на которую можно было бы встать, он сдвинул бы с места и нашу. Для проверки утверждений Архимеда на берег вытащили трёхмачтовое грузовое судно. Его трюм наполнили кладью и посадили на корму команду матросов. Архимед сел поодаль и начал вытягивать пропущенный через систему блоков (полиспаст) и прикреплённый к кораблю канат. Судно начало двигаться, «так ровно и медленно, словно плыло по морю». По другой, описанной у Афинея, версии речь шла о корабле «Сиракузия». Когда судно было построено, царь распорядился спустить его на воду, чтобы там завершить остальные работы. О том, как это сделать, было много споров. Задачу решил Архимед, который вместе с немногими помощниками сумел сдвинуть огромный корабль с места, изготовив систему сложных блоков с лебёдками. В современных интерпретациях крылатая фраза Архимеда звучала, как др.-греч. Δός μοι πᾷ στῶ καὶ τὰν γᾶν κινήσω («Дай мне, где стать, и Землю поверну», в другом варианте: «Дайте мне точку опоры, и я переверну Землю»).
Участие Архимеда в обороне Сиракуз описывают несколько античных источников. В 214 году, уже после смерти Гиерона, римская армия под командованием Марка Клавдия Марцелла штурмовала городские стены с суши и с моря. С помощью некогда сконструированных учёным по просьбе Гиерона машин римляне, которые надеялись быстро овладеть Сиракузами, были разбиты.

## Оценки правления
Первой из дошедших до нас оценок правления Гиерона является XVI идиллия современника царя — сицилийского поэта Феокрита, целиком посвящённая Гиерону. По словам этого автора, веселье и радости жизни чужды правителю, «Хариты» Феокрита голодны, так как при Гиероне богатые люди ценят деньги, а не славу и искусство, и соответственно не желают помочь бедному поэту. Одновременно Феокрит отмечает прекрасную картину возвращающейся к мирной жизни страны.
Античные историки хвалят Гиерона, подчёркивают его мудрость, умение находить общий язык с соседями, щедрость, отсутствие войн в течение продолжительного времени, покровительство Архимеду.
В трактате итальянского мыслителя Никколо Маккиавелли «Государь» Гиерон упоминается дважды, как пример для подражания государственным деятелям:
Я говорю о Гиероне Сиракузском: из частного лица он стал царём Сиракуз, хотя судьба не одарила его ничем, кроме благоприятного случая: угнетаемые жители Сиракуз избрали его своим военачальником, он же, благодаря своим заслугам, сделался их государем. Ещё до возвышения он отличался такой доблестью, что, по словам древнего автора, "nihim illi seerat ad regnandum praeter regnum" [для царствования ему недоставало лишь царства]. Он упразднил старое ополчение и набрал новое, расторг старые союзы и заключил новые. А на таком фундаменте как собственное войско и собственные союзники, он мог воздвигнуть любое здание. Так что ему великих трудов стоило завоевать власть и малых — её удержать.
сошлюсь ещё на пример Гиерона Сиракузского, так как упоминал о нём выше. Став, как сказано, волею сограждан военачальником Сиракуз, он скоро понял, что от наёмного войска мало толку, ибо тогдашние конотьеры были сродни теперешним. И так как он заключил, что их нельзя ни прогнать, ни оставить, то приказал их изрубить и с тех пор опирался только на своё, а не на чужое войско.
Более критически к оценке правления Гиерона II подошёл историк-антиковед Гельмут Берве. В книге, посвящённой тиранам Греции, он указывает на отсутствие у царя достойного наследника, что привело Сиракузы к скорому завоеванию после смерти Гиерона. Также он подчёркивает, что лёгкость, с которой народ восстал против царской семьи, свидетельствует о скрытом недовольстве людей «Гиероновым законом» налогообложения, необходимостью кормить Рим и в целом созданной царём системой правления.